# パトリック・ジル
パトリック・ジル (Patrick Njiru、 1957年 7月12日 - ) は、1983年から2002年までスバルのワールドラリーチームで活躍したケニアの元ラリードライバー。現在は引退しているが、2011年11月にケニアで開催されたレース4チャレンジ などのチャリティー レースにおいては現在も活躍している。